# U-315
Unterseeboot 315 foi um submarino alemão do Tipo VIIC, pertencente a Kriegsmarine que atuou durante a Segunda Guerra Mundial.

## Comandantes
| Comandante           | Data                                    |
| -------------------- | --------------------------------------- |
| Oblt. Herbert Zoller | 10 de julho de 1943 - 9 de maio de 1945 |

## Subordinação
Durante o seu tempo de serviço, esteve subordinado às seguintes flotilhas:
| Período                                       | Flotilha                                   |
| --------------------------------------------- | ------------------------------------------ |
| 10 de julho de 1943 - 28 de fevereiro de 1944 | 8. Unterseebootsflottille (treinamento)    |
| 1 de março de 1944 - 14 de setembro de 1944   | 11. Unterseebootsflottille (serviço ativo) |
| 15 de setembro de 1944 - 8 de maio de 1945    | 13. Unterseebootsflottille (serviço ativo) |

## Operações conjuntas de ataque
O U-315 participou das seguinte operações de ataque combinado durante a sua carreira:
- Rudeltaktik Hartmut (23 de fevereiro de 1944 - 28 de fevereiro de 1944)
- Rudeltaktik Boreas (28 de fevereiro de 1944 - 7 de março de 1944)
- Rudeltaktik Blitz (24 de março de 1944 - 5 de abril de 1944)
- Rudeltaktik Donner (5 de abril de 1944 - 9 de abril de 1944)
- Rudeltaktik Keil (19 de abril de 1944 - 20 de abril de 1944)
- Rudeltaktik Donner & Keil (20 de abril de 1944 - 3 de maio de 1944)
- Rudeltaktik Trutz (3 de maio de 1944 - 13 de maio de 1944)
- Rudeltaktik Grimm (31 de maio de 1944 - 6 de junho de 1944)
- Rudeltaktik Trutz (6 de junho de 1944 - 28 de junho de 1944)
- Rudeltaktik Zorn (29 de setembro de 1944 - 1 de outubro de 1944)
- Rudeltaktik Grimm (1 de outubro de 1944 - 2 de outubro de 1944)
- Rudeltaktik Panther (16 de outubro de 1944 - 6 de novembro de 1944)
- Rudeltaktik Stier (29 de novembro de 1944 - 4 de dezembro de 1944)